# North Lauderdale
North Lauderdale város az Amerikai Egyesült Államok Florida államában, Broward megyében. Lakosainak száma 44 794 fő (2020. április 1.).

## Népesség
A település népességének változása:

| 2010 | 41 023 |
| 2020 | 44 794 |